# 34/-es vízibusz (Velence)
A velencei régi 34/-es jelzésű vízibusz a San Marco megállótól a Tronchetto végállomásig közlekedett. A 34-es betétjárata volt. A viszonylatot az ACTV üzemeltette.

## Története
A velencei 34/-es jelzésű vízibusz rövid ideig (1991-1992 között) közlekedett. A 34-es viszonylat betétjárata volt, amely csak nyáron közlekedett. 1992-ben a főjárattal együtt megszűnt, helyét az azóta szintén megszűnt 82-es vette át.
A megszűnt 34/-es járat története:
| Időszak     | Járat- szám | Megállók |
| ----------- | ----------- | --- |
| 1978 – 1987 | 3           | Tronchetto – (Canale Giudecca, megállás nélkül) – San Zaccaria (Danieli) – Lido, Santa Maria Elisabetta (Gyorsjárat) |
| 1978 – 1987 | 4           | Piazzale Roma (Santa Chiara) – Ferrovia (Santa Lucia) – Rialto – San Tomà – Accademia – San Marco (Vallaresso) – San Zaccaria (Danieli) – Lido, Santa Maria Elisabetta (Gyorsjárat) |
| 1988 – 1990 | 34          | Piazzale Roma (Santa Chiara) – Rialto – San Marco (Vallaresso) – (Canale Giudecca, megállás nélkül) – Tronchetto – Piazzale Roma (Santa Chiara) (Gyorsjárat – direttissimo) |
| 1991 – 1992 | 34          | San Marco (Giardinetti) – Zitelle – Sacca Fisola – Tronchetto B – Piazzale Roma (Santa Lucia) – Ferrovia (Santa Lucia) – San Marcuola – Rialto – San Tomà – San Samuele – Accademia – San Marco (Giardinetti) – San Zaccaria (Danieli) – Giardini Biennale – Lido (Santa Maria Elisabetta) |
| 1991 – 1992 | 34/         | San Marco (Giardinetti) – Zitelle – Sacca Fisola – Tronchetto B |

## Megállóhelyei
| sz. | idő (perc) | megállóhely neve        | sz. | idő (perc) | látnivalók                                                                    |
| --- | ---------- | ----------------------- | --- | ---------- | ----------------------------------------------------------------------------- |
| 0   | 0          | San Marco (Giardinetti) | 3   | 23         | Szent Márk tér, Dózsepalota, Harry's Bar, Palazzo Giustinian, Palazzo Tiepolo |
| 1   | 5          | Zitelle                 | 2   | 18         | Le Zitelle                                                                    |
| 2   | 15         | Sacca Fisola            | 1   | 8          |                                                                               |
| 3   | 23         | Tronchetto              | 0   | 0          |                                                                               |